# 1910년 1월의 대혜성
1910년 1월의 대혜성(영어: Great January Comet of 1910) 또는 대낮 대혜성(영어: Daylight Comet)은 1910년 1월 12일 발견된 대혜성이다.
발견 초기에는 남반구에서만 보였다. 많은 사람들이 제각기 이 혜성을 '발견'했다고 주장했으나, 이 혜성은 1910년 1월 12일 이미 -1등성까지 밝아진 상태에서 트란스발의 다이아몬드 광산에서 일하던 광부들에 의해 맨 처음 발견되었다고 생각된다.
이 혜성을 체계적으로 연구한 최초의 천문학자는 로버트 T. A. 이네스이다. 1910년 1월 17일 근일점에 도달했고, 밝기가 약간 어두워졌으나 최대밝기 -5등성을 기록하면서 스펙타클한 장관을 선사하였다. 이때부터는 북반구에서 잘 보였으며, 꼬리 길이는 보름달 100개 분에 달하는 50도 정도였다.

## 같이 보기
- 핼리 혜성 - 1910년 4월의 대혜성